# Fatma Sultan (figlia di Ahmed III)
Fatma Sultan (turco ottomano: فاطمہ سلطان, lett. "colei che si astiene"; Costantinopoli, 22 settembre 1704 – Costantinopoli, maggio 1733) è stata una principessa ottomana, figlia del sultano Ahmed III e della sua consorte Emetullah Kadin. Fu una delle personalità più influenti durante il Periodo dei tulipani.

## Origini
Fatma Sultan nacque il 22 settembre 1704 a Costantinopoli, nel Palazzo Topkapi. Suo padre era il sultano ottomano Ahmed III e sua madre Emetullah Kadın, Prima consorte imperiale. Era la primogenita di suo padre e la sua figlia prediletta. Era nota per essere molto bella, con lunghi capelli neri e occhi scuri.

## Primo matrimonio
Nel 1709, all'età di cinque anni, venne data in sposa a Silahdar Şehid Ali Pasha. Il matrimonio si tenne l'11 maggio e le feste durarono fino al 20. Alla coppia venne fatto dono del Palazzo Valide Sultan e Ali Pasha venne promosso visir, Kaymakam e infine, nel 1713, Gran Visir. Nel frattempo, la principessa, troppo giovane, continuò a vivere coi genitori a Palazzo. Fatma rimase vedova a dodici anni, nel 1716, quando suo marito venne ucciso nella battaglia di Petervaradino, e il matrimonio rimase non consumato.

## Secondo matrimonio
Il 22 febbraio 1717 Fatma sposò Nevşehirli Ibrahim Pasha (che aveva divorziato dalla prima moglie per sposarla), che per l'occasione ricevette in dono una pelliccia di zibellino dal sultano. La sposa aveva 12 anni e lo sposo circa 50, più vecchio del padre di lei. Il matrimonio venne consumato durante il 1718.
Il 9 maggio 1718, Ibrahim divenne Gran Visir.
Nonostante la differenza di età, il matrimonio si rivelò molto felice. Ibrahim era molto innamorato della moglie, le scriveva poesie ed esaudiva ogni sua richiesta, mentre Fatma era nota per essere incredibilmente gelosa del marito, chiedendo in continuazione a suo padre se lui le fosse fedele o meno. Insieme ebbero due figli e due figlie.
La coppia era molto ricca, possedendo più palazzi in città, e molto influente, al punto che vennero considerati i veri sovrani durante l'Era dei Tulipani.
In particolare, Fatma aveva una grande influenza sia su suo marito che su suo padre, riceveva ambasciatori stranieri e fungeva da intermediaria fra loro e il resto della corte. Un ambasciatore francese si lamentò del fatto che ottenere il favore di Fatma era l'unico modo per avere udienza col sultano o col Gran Visir.
Fatma era anche nota per il suo favore verso i francesi. Aveva legami con l'ambasciata francese e con il marchese Villeneuve, ambasciatore alla corte ottomana, aiutò un console imprigionato, che la ringrazio con tre bottoni di diamanti dopo la sua liberazione, e spinse suo padre a schierarsi con la Francia in vista della Guerra Russo-austriaca-turca. Introdusse anche per la prima volta abitudini e abiti francesi nell'harem ottomano, tendenza che si svilupperà poi negli anni seguenti.
Nel 1730 scoppiò la rivolta Patrona Halil, che avrebbe portato alla deposizione di suo padre a favore del nipote Mahmud I, figlio di suo fratello maggiore Mustafa II. Il marito di Fatma venne ucciso mentre tentava di salvare il sultano e il suo trono.
Fatma venne invece rinchiusa nel Palazzo di Çırağan, e le sue proprietà e ricchezze confiscate, perché il nuovo governo temeva potesse tentare di reinsediare suo padre.

## Morte
Fatma Sultan morì nel Palazzo di Çırağan nel maggio 1733. Venne sepolta nel mausoleo Turhan Sultan nella Yeni Cami.

## Discendenza
Dal suo secondo matrimonio, Fatma Sultan ebbe due figli e due figlie:
- Sultanzade Mehmed Pasha (1718? - 16 giugno 1778)
- Sultanzade Genç Mehmed Bey (marzo 1723 - 1737)
- Fatma Hanımsultan (? - 1765). Ebbe un figlio, Mehmed Bey, che sposò Hatice Hanımsultan, figlia di Saliha Sultan (anche lei figlia di Ahmed III).
- Hibetullah Hanımsultan (? - 1774)

## Beneficenza
Fatma costruì due fontane, una nel 1726 vicino al Palazzo Ibrahim Pasha, che porta il suo nome; e una nel 1728 a Üsküdar.
Costruì inoltre la Moschea Fatma Sultan nel quartiere Eminönü, e commissionò diverse letture coraniche.

## Cultura popolare
- Nella serie TV storica turca del 2012,  Bir Zamanlar Osmanlı: Kıyam, Fatma Sultan è interpretata dall'attrice turca Leyla Göksun.